# Gish Tour
The Gish Tour var den første verdensturné for Smashing Pumpkins. Turnéen blev foretaget i forbindelse med bandets debutalbum Gish og varede fra juni 1991 til september 1992. 
Verdensturnéen indeholdte blandt andet en koncert i Pumpehuset, København d. 24. januar 1992. 

## Sange
Koncerterne bestod primært af sange fra albummet Gish, men der blev også inkluderet en masse b-sider, outtakes og demosange. Ydermere blev mange af sangene til bandets næste album, Siamese Dream, afprøvet ved de fleste koncerter.

## Bandet
- Billy Corgan (sang, guitar)
- James Iha (guitar)
- D'arcy Wretzky (bas)
- Jimmy Chamberlin (trommer)

## Koncerten i Pumpehuset d. 24. januar 1992
Koncerten fandt sted 24. januar 1992 i København foran cirka 600 mennesker. Det var bandets første koncert i Danmark.
Koncerten var en del af bandets europaturné til støtte for debutalbummet Gish, der var udkommet året før. Det interessante ved koncerten er, at det viser et band under stor udvikling. Der blev spillet nye sange, der først skulle blive færdiggjort og endeligt udgivet mere end to og et halvt år senere på bandets næste album Siamese Dream, heriblandt "Rocket", "Luna" og "Silverfuck". For eksempel var "Rocket" ikke skrevet færdig endnu, så Billy Corgan synger en anderledes tekst under koncerten i Pumpehuset end albumversionen.
Billy Corgan startede koncerten med at sige: "Good evening, we are the dispossessed overfed rock band."

## Sætliste
- "Drown"
- "Rocket"
- "Bury Me"
- "Luna"
- "Tristessa"
- "Window Paine"
- "Snail"
- "Siva"
- "Blue"
- "Slunk"
- "I Am One"
- "Crush"
- "Offer Up"
- "Silverfuck"

### Bandet
- Billy Corgan (sang, guitar)
- James Iha (guitar)
- D'arcy Wretzky (bas)
- Jimmy Chamberlin (trommer)